# Campanula sclerophylla
Campanula sclerophylla là loài thực vật có hoa trong họ Hoa chuông. Loài này được (Kolak.) Ogan. mô tả khoa học đầu tiên năm 1995.